# BMW M42
El BMW M42 es un motor de gasolina de cuatro cilindros en línea producido por el fabricante alemán BMW entre 1989 y 1996. Ha sido el primero con doble (DOHC) árbol de levas a la cabeza de producción en serie del fabricante, junto con el también cuatro cilindros BMW M40 con un (SOHC) árbol de levas de mayor rendimiento.
Fue reemplazado por el BMW M44 introducido en 1996.
En comparación con el M40, el M42 cuenta con una distribución DOHC, accionadas por cadena de distribución, taqués hidráulicos de válvulas y una relación de compresión aumentada a 10.0: 1. Las versiones posteriores también cuentan con un colector de admisión de doble longitud ("DISA", por sus siglas en inglés).
También se utilizó como base para la versión de carreras S42, que se instaló en el BMW 320i para competir en el Super Tourenwagen Cup.

## Diseño
Siguiendo las técnicas de construcción típicas del fabricante en ese momento, incorpora un bloque de hierro fundido y una culata de aluminio. Las medidas para ahorrar peso incluyen carcasas de cadena de aluminio, cárter de aceite, brazos de montaje del motor, montajes de accesorios y una carcasa de filtro de aceite estilo cartucho. Otras características incluyeron un cigüeñal de acero forjado y un múltiple de escape tubular de acero inoxidable, en lugar de los elementos más típicos de hierro fundido. También se instalaron soportes de motor hidráulico para disminuir el ruido, la vibración y la dureza inherentes de los cuatro en línea, en comparación con los de seis cilindros en línea más suaves en producción en ese momento.
Cuando se instaló en el E30, llevaba un cárter de aceite de dos piezas con un cárter delantero extraíble en el M42. En esta disposición de dos piezas, la fundición del cárter de aceite superior incorpora el conducto de suministro de la bomba de aceite y está sellada a la carcasa del filtro de aceite del cárter con una junta de papel. Esto puede causar problemas, porque los ciclos térmicos y la vibración del motor tienden a aflojar los pernos de montaje de la bandeja superior dentro del motor.
Todas las versiones presentaban una cadena de distribución de bajo mantenimiento con un tensor de cadena hidráulico autoajustable y taqués hidráulicos de válvulas. Utiliza el sistema de gestión Bosch Motronic M1.7, eliminando el distribuidor a favor de la sincronización de encendido completamente electrónica. El sistema de encendido también utiliza un sistema de bobina sobre bujía . En los mercados que requieren control de emisiones vehiculares, el DME también incorpora un sensor de oxígeno y un convertidor catalítico de tres vías. 

## Versiones

### M42B18
Las versiones equipadas con convertidor catalítico producen 136 CV (134 HP; 100 kW) a las 6000 rpm y 172 N·m (127 lb·pie) a las 4600 rpm, cumpliendo con la Normativa europea sobre emisiones Euro 2. Otra versión instalada en los E36, se había aumentado ligeramente a 140 CV (138 HP; 103 kW) a las 6000 rpm y un par máximo de 175 N·m (129 lb·pie) a las 4500 rpm.

#### Aplicaciones
- 1989–1991 E30 318is
- 1990-1992 E30 318i (solamente norteamericanos)
- 1992-1996 E36 318i (solamente en América del Norte y Sudáfrica)
- 1992–1996 E36 318is
- 1994–1996 E36 318ti

### S42B20
La versión de carreras se llama S42 y se usó en los BMW 320 de cuatro puertas, participando en la Copa Super Tourenwagen de Alemania. En comparación con el M42, el S42 tiene cuerpos de mariposa individuales, la cilindrada aumentó a 1999 cm³ (2 L; 122 plg³) con dos inyectores de combustible por cilindro, una relación de compresión aumentada y una culata diferente. La tapa de balancines y la caja del aire, estaban hechas de fibra de carbono y el sistema de lubricación usaba un cárter seco.
En 1995, la versión inicial del S42 producía 300 CV (296 HP; 221 kW), aumentando a 315 CV (311 HP; 232 kW) para la versión final en 1997.

## Revisiones del sistema de cronometraje
Las primeras versiones del M42 desarrollaron problemas con la transmisión por cadena del árbol de levas. El tensor hidráulico, las guías de la cadena, la rueda loca y la caja de la cadena inferior trasera, se actualizaron para resolver los problemas de desgaste experimentados en las primeras versiones del M42.
En septiembre de 1993, se rediseñaron los rieles de guía de la cadena de distribución del M42, reemplazando el engranaje loco inferior ocasionalmente problemático con un riel de guía de nylon curvo.

## Recuerda
Los primeros modelos del M42 experimentaron fallas en una junta de perfil que sellaba la caja de la cadena de levas inferior a la parte inferior de la culata. Esta junta sella el paso del refrigerante primario dentro de la caja de la cadena de distribución. Por lo tanto, una falla significativa descargaría vapor a presión y refrigerante caliente en la caja de la cadena de distribución. En muchos casos, este refrigerante contamina rápidamente el aceite del motor en el cárter, causando fallas en el cojinete principal. BMW actualizó el material de la junta del perfil e instituyó un programa para reparar motores en garantía. En casos extremos, las superficies de contacto de aluminio en la tapa de balancines y la caja de la cadena se corroerían.